# Ramnes kommun
Ramnes kommun (norska: Ramnes kommune) var en kommun i Vestfold fylke i sydöstra Norge. Kommunen omfattade den nordvästra delen av nuvarande Tønsbergs kommun. Byn Ramnes (Tingvoll) utgjorde kommunens centralort.

## Administrativ historik
Ramnes kommun upprättades den 1 januari 1838 (som Ramnæs formannskapsdistrikt) när Formannskapslovene från 1837 trädde i kraft.
Den 16 juli 1873, genom kunglig resolution, överfördes ett obebott område från Våle kommun till Ramnes kommun.
Den 1 januari 2002 gick Ramnes kommun, tillsammans med Våle kommun, upp i den då nybildade Re kommun. Sedan den 1 januari 2020 utgör området en del av Tønsbergs kommun och omfattar de tre socknarna Ramnes, Fon og Vivestad.

## Kommunvapen
Blasonering: I sølv en svart ravn.
(I fält av silver en svart korp.)
Kommunvapnet godkändes genom kunglig resolution den 30 januari 1976. Motivet syftar på namnet Ramnes som ursprungligen var ett gårdsnamn, vars förled antagligen kommer från det norska ordet för korp, "ravn". Detta är därmed ett exempel på ett så kallat "talande vapen".